# Bačkov (zámek)

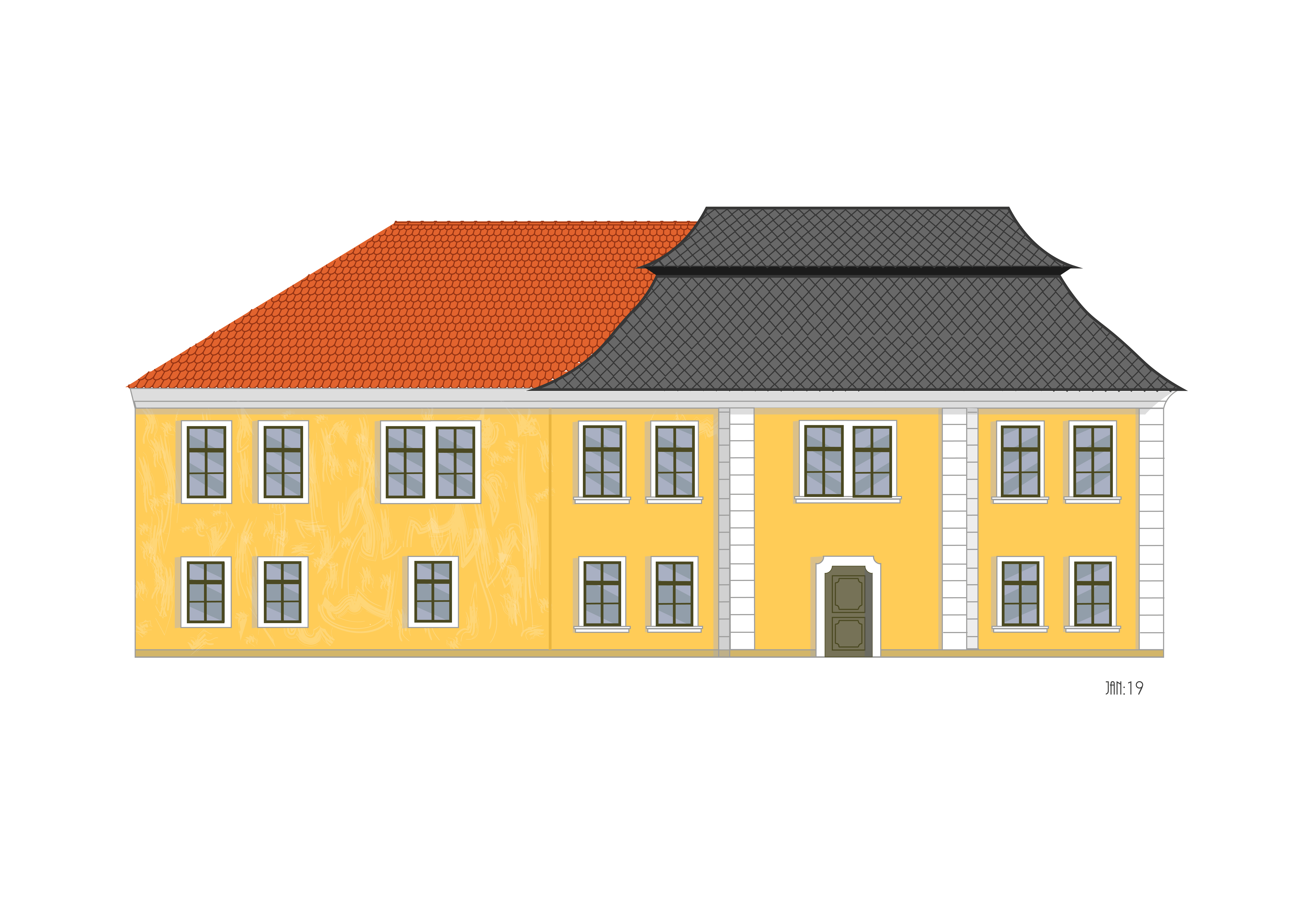
zámek Bačkov, rekonstrukce

Zámek Bačkov stál v obci Bačkov v areálu bývalého zemědělského družstva.

## Historie
První písemná zmínka o obci pochází z roku 1307. Na přelomu 14. a 15. století došlo na místě zámku k výstavbě tvrze. Poprvé je však zmiňována až roku 1458. V 16. století bylo panství připojeno ke Světlé nad Sázavou. Na přelomu 17. a 18. století si Jan Oldřich Klusák z Kostelce za sídlo k řízení panství vybral zámek ve Zboží. K přestavbě tvrze na zámek došlo údajně kolem roku 1750. Kde přesně tento zámek stával však není známo, pravděpodobně bylo jeho zdivo kolem 1786 použito Janem Heřmanem z Herreitu k výstavbě druhého zámku. Následně se majitelé rychle střídali a po roce 1945 přešel do majetku státu. Byl svěřen zemědělskému družstvu, který zde měl nejprve kanceláře a později sklady. Později se ocitl v rukou soukromého majitele a zchátral, v roce 2011 došlo k jeho zboření.

## Popis
Jedná se o patrový pozdně barokní stavbu, patrně se zbytky zdiva původního panského sídla, o půdorysu obdélníka s mansardovou střechou. Fasádu člení římsy a lizény. Klenba sklepů je z cihel a patrně se jedná o zbytek původní tvrze. V přízemí se místy nacházejí zbytky valené klenby, v patře už jsou stropy bez dochovaných kleneb. Na západě bylo později přistavěno úzké křídlo kryté valbovou střechou.

## Dostupnost
Zámek stával téměř v centru obce Bačkov. Okolo prochází jak místní komunikace, tak také žlutě značená turistická stezka od Lubna na Zboží. Nedaleko vede také silnice II/347 od Haber na Kunemil a cyklotrasa 4155 ze Zboží na Habry.